# Преконтинент-3

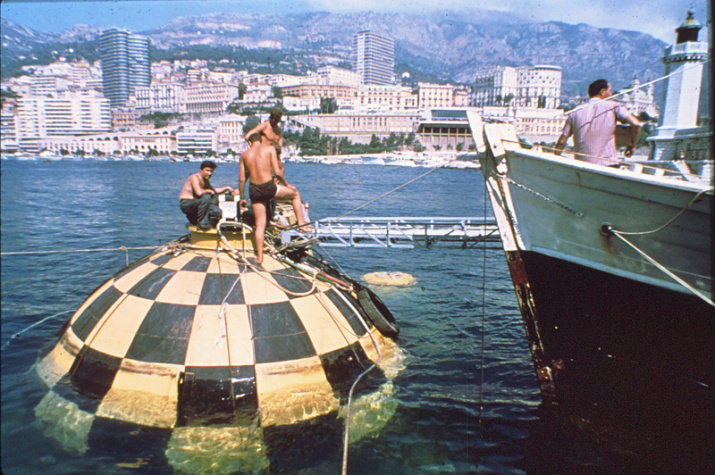
Обитаемая сфера станции «Преконтинент-3» на поверхности моря.

«Преконтинент-3» (фр. Précontinent III, также «Коншельф-3») — третий и последний проект подводной обитаемой станции (так называемого подводного дома), реализованный командой Жака-Ива Кусто. Частично финансировался Национальным географическим обществом США, частично — французским Бюро по нефтяным исследованиям.

## Описание проекта
Целью проекта была проверка возможности долговременного проживания и работы под водой на глубине 100 метров. На тот момент пределом человеческих возможностей считалась работа на вдвое меньшей глубине. В первую очередь проект задумывался как демонстратор возможностей подводных жилищ, а также как обслуживающая платформа для подводных нефтяных скважин. Кроме того, проект был интересен для освоения космоса (в частности, исследование пригодных для дыхания газов и жизни в ограниченном пространстве). Хотя поначалу предполагалось строительство комплекса подводных зданий, как в предыдущем «Преконтинент-2», в конечном варианте осталась одна обитаемая станция, к которой с поверхности иногда спускалось «Ныряющее блюдце»

После нескольких лет строительства, предварительных исследований и подготовки, в 1965 году станция «Преконтинент-3» была погружена на глубину 100 метров в 350 м от берега французской коммуны Сен-Жан-Кап-Ферра. Под водой в течение трех недель жили шесть человек, названные Ж.-И. Кусто океанавтами: Андре Лабан (начальник экспедиции), Филипп Кусто (оператор), Жак Роле (физик, отвечал за научную часть программы), Кристиан Бонничи, Раймон Коль и Ив Омер (ответственные за работу модельной нефтяной скважины и другой техники и снаряжения).  Вторую страховочную группу образовали Раймон Васьер - профессор и исследователь морской биологии Океанографического музея Монако
Мишель Делуар - режиссер-оператор, Жан-Клод Ле Пешон - инженер-исследователь в области морской биологии Океанографического музея Монако, Итало Ферраро - итальянец, ныряльщик, Клод Уэсли - акванавт из Преконтинента I и II и
Бернар Делемотт; ныряльщик.

Проекту «Преконтинент-3» посвящена первая серия «Подводной одиссеи команды Кусто».

## Строение станции
Обитаемое помещение имело форму сферы, чтобы лучше противостоять высокому давлению. Стальная сфера имела толщину стенок 2 см, диаметр — 5.7 метров, внутренний объем — 100 м3 и располагалась на раме размером 14,5 х 8,5 метров, которая включала в себя балласт и опоры. Вес оснащенной сферы составлял 25 тонн, а всей конструкции — 130 тонн. Внутри сфера была разделена на 2 этажа.

Станция была соединена электрическими, телевизионными, телефонными и другими кабелями с близлежащим берегом, где был установлен пункт контроля и связи со станцией с круглосуточным наблюдением за состоянием обитателей станции через видеокамеры..

## Условия проживания
Океанавты дышали кислородно-гелиевой смесью (гелиокс), содержащей приблизительно 2 % кислорода и 98 % гелия (такое уменьшение концентрации кислорода было вызвано высоким давлением и позволяло нормально дышать, что было проверено на овцах, а затем лично Кусто в барокамере). Давление внутри станции поддерживалось равным внешнему давлению, то есть 11 атмосфер. Питались океанавты готовым питанием, приготовленным компанией Air France. Порции хранились в морозильной камере и разогревались в микроволновой печи перед употреблением. Было приготовлено 12 вариантов меню, однако у аквалангистов произошло притупление обоняния и вкуса и они не смогли оценить в полной мере такое разнообразие блюд.

## Исследования
Во время выполнения проекта «Преконтинент-3» было выполнено большое количество научных и практических исследований, в частности:
- наблюдения за изменениями здоровья, вызванными пребыванием под водой, в другой атмосфере и повышенном давлении;
- эксперименты по подводному сельскому хозяйству при искусственном освещении;
- устранение неисправности на имитации донной буровой установки, которая была размещена рядом с подводной станцией.

## Продолжение программы
Ж.-И. Кусто задумывался над созданием следующей станции («Преконтинент-4»), которая должна была располагаться на глубине 300 м с возможностью погружаться до 500 метров. Хотя «Преконтинент-3» выполнил поставленные задачи и показал возможность проживания и эффективной работы на глубине, стоимость создания и эксплуатации подводных станций была слишком высока и в продолжении проекта никто из промышленности не был заинтересован. Впоследствии Кусто потерял интерес к подводным обитаемым станциям и переключился на программы по охране океана, а не его эксплуатации. Аналогичные программы в других странах также были свернуты в течение нескольких последующих лет.